# Bahía de Bajdaratskaya
La bahía de Baydarata o Baydarátskaya (del ruso: Байдарацкая губа, o Baydarátskaya Gubá) es un amplio golfo de Rusia, situado en la parte meridional del mar de Kara, entre la costa de la terminación norte de los montes Urales (Urales polares) y la península de Yamal. La longitud de la bahía es, aproximadamente, de unos 180 km, y la boca tiene un ancho de 78 km, siendo la profundidad de unos 20 m. La temperatura superficial del agua es de 5-6 °C durante el verano. La bahía se congela durante el invierno.
Los ríos más destacados que desaguan en esta bahía son el Baydarata, el Yuribéi (340 km) y el Kara (257 km), y en ella se localizan las grandes islas de Torasovéi, Levdiyev y Litke (14 km²), nombrada en honor del navegante Fiódor Litke.
El gasoducto «Yamal-Center» fue realizado por la Gazprom en los fondos marinos de la bahía desde los ricos yacimientos de gas de Yamal.